# アーサー・ギネス2世

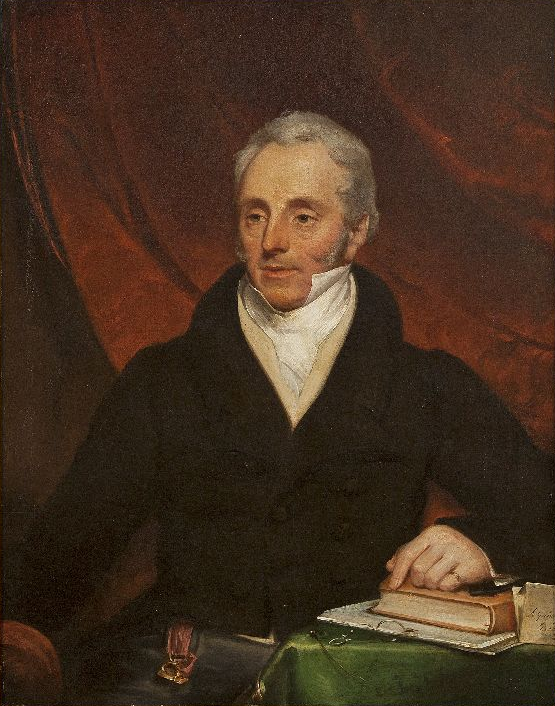
アーサー・ギネス2世の肖像画

アーサー・ギネス2世（英語: Arthur Guinness II、1768年3月12日 - 1855年6月9日）は、アイルランドおよびイギリスの実業家、銀行家。

## 経歴
1768年3月12日、アーサー・ギネスとその妻オリヴィア（旧姓ホイットモア）の次男として生まれた
成長すると父アーサーのギネスの事業を手伝うようになり、1794年からは父と共同経営者となり、ギネスはその正式名称を「アーサー・ギネスと息子醸造会社（Arthur Guinness, Son brewery）」に改名した。
兄ホセアが聖職者の道を選んだため、1803年に父アーサーが死去した際には彼がギネスの事業を継承した。
彼が会長をしていた時期、ギネスは大きな成長と大きな停滞の二局面があった。1815年まで順調に成長を遂げ、1815年時には6万6672樽のビールを生産した。しかしナポレオン戦争集結による30万人の復員に伴う経済不況で1823年には2万7185樽まで落ち込んだ。
一方金融業界ではギネスはますます高い地位を占めるようになっており、アーサーは1818年にアイルランド銀行副頭取、1820年に頭取に就任している。彼はビール醸造業より金融業の方が自分の性にあっていると考えるようになり、1820年頃には醸造業は次男アーサー・リーと三男ベンジャミン・リーに委ねるようになり（長男ウィリアムは聖職者の道を選んだ。また後に次男アーサーも醸造業に関心をなくし、三男ベンジャミンが一人で事業を継承することになる）、自身は金融業に集中するようになった。
アイルランドで飢饉が続いていた1848年には息子たちとともにアイルランド慈善事業に力を入れた。
1855年6月9日に死去した。

## 家族
1793年にアン・リーと最初の結婚をし、彼女との間に以下の9子を儲けた。
- 第1子(長男)ウィリアム・スマイス・リー＝グラッタン＝ギネス (William Smythe Lee-Grattan-Guinness, 1795-1864)
- 第2子(次男)アーサー・リー・ギネス (Arthur Lee Guinness, 1797-1863)
- 第3子(三男)ベンジャミン・リー・ギネス (Benjamin Lee Guinness, 1798-1868) ギネス経営者。(アシュフォードの)初代準男爵に叙される
- 第4子(長女)スザンナ・ギネス (Susanna Guinness, 1804-1836) ジョン・ダーリーと結婚
- 第5子(次女)メアリー・ジェーン・ギネス (Mary Jane Guinness, 1808-1870) デイヴィッド・ピトケアンと結婚
- 第6子(三女)ルイーザ・ギネス (Louisa Guinness, 1810-1856)
- 第7子(四女)アン・ギネス (Anne Guinness, 1812-1855)
- 第8子(五女)エリザベス・ギネス (Elizabeth Guinness, 1813-) ウィリアム・ジェイムソンと結婚
- 第9子(六女)レベッカ・ギネス (Rebecca Guinness, 1814-1870) 第4代準男爵サー・エドワード・ウォラーと結婚

1817年にアンと死別し、1821年にメアリー・ベイカーと再婚したが、彼女との間に子供はなかった。